# Austrolimnophila (Austrolimnophila) cyatheti
Austrolimnophila (Austrolimnophila) cyatheti is een tweevleugelige uit de familie steltmuggen (Limoniidae). De soort komt voor in het Australaziatisch gebied.